# Phyllophaga latens
Phyllophaga latens är en skalbaggsart som beskrevs av Gilbert John Arrow 1900. Phyllophaga latens ingår i släktet Phyllophaga och familjen Melolonthidae. Inga underarter finns listade i Catalogue of Life.